# Ward's Island
Ward's Island é uma ilha situada no East River, em Nova York. Ela está ligada à Randall's Island e juntas alcançam uma população total de 1386 pessoas que vivem em uma área de 2,2 km2, segundo o censo de 2000.